# Utricularia antennifera
Utricularia antennifera är en tätörtsväxtart som beskrevs av Peter Geoffrey Taylor. Utricularia antennifera ingår i släktet bläddror, och familjen tätörtsväxter. Inga underarter finns listade i Catalogue of Life.